# Elecciones estatales de Chihuahua de 1974

Las elecciones estatales de Chihuahua de 1974 se llevaron a cabo el domingo 7 de julio de 1974, y en ellas se renovaron los siguientes cargos de elección popular en el estado mexicano de Chihuahua:
- Gobernador de Chihuahua. Titular del Poder Ejecutivo del estado, electo para un periodo de seis años no reelegibles en ningún caso, el candidato electo fue Manuel Bernardo Aguirre.
- 14 diputados del Congreso del Estado. Electos por mayoría relativa en cada uno de los Distritos Electorales.
- 67 ayuntamientos. Compuestos por un presidente municipal y regidores, electos para un periodo de tres años no reelegibles para el periodo inmediato.

## Resultados electorales

### Gobernador
|  | 0.00 % |

|  | 95.85 % |

|  | 3.95 % |

|  | 0.00 % |

|  | 0.19 % |

|  | 100.00 % |

|  | 0.00 % |

|  | 41.01 % |

|  | 58.99 % |

### Ayuntamientos
|  | 2.69 % |

|  | 91.04 % |

|  | 3.43 % |

|  | 0.00 % |

|  | 97.49 % |

|  | 2.51 % |

|  | 43.07 % |

Distribución de ayuntamientos de Chihuahua por partido político.
Partido Acción Nacional
Partido Revolucionario Institucional

- Nota: No incluyen los resultados de la elección a miembros de los ayuntamientos de los municipios de Allende, Batopilas, Coyame, Guadalupe, Juárez, Matamoros, Práxedis G. Guerrero, Santa Bárbara y El Tule.

#### Ayuntamiento de Chihuahua
|  | 0.00 % |

|  | 91.55 % |

|  | 7.84 % |

|  | 0.00 % |

|  | 0.61 % |

|  | 100.00 % |

|  | 0.00 % |

|  | 25.62 % |

|  | 74.38 % |

#### Ayuntamiento de Juárez
- Raúl Lezama Gil   Hecho

#### Ayuntamiento de Ojinaga
|  | 50.16 % |

|  | 49.36 % |

|  | 0.04 % |

|  | 0.00 % |

|  | 0.00 % |

|  | 99.56 % |

|  | 0.44 % |

|  | 34.82 % |

|  | 65.18 % |

### Congreso del Estado de Chihuahua

Distribución de los distritos de Chihuahua por partido político:
Partido Revolucionario Institucional

|  | 12.48 % |

|  | 83.30 % |

|  | 3.26 % |

|  | 0.00 % |

|  | 0.94 % |

|  | 100.00 % |